# داستاغرد

خريطة أشورستان والمحافظات المحيطة بها

داستاغرد مدينة قديمة للإمبراطورية الساسانية تقع في الوقت الحاضر في العراق ، وكانت قريبة من عاصمة الإمبراطورية طسيفون . عرفت في الأصل باسم أرتيميتا ، وأُعيد بناء المدينة وتسميتها من قبل الملك هرمز الأول (حكم 270-271).
في عهد الملك كسرى الأول (531-579) ، توسعت المدينة بشكل كبير وكان لها بلاطها وقصرها وقلعتها. خلال هذه الفترة ، حصلت المدينة أيضًا على اسم آخر (كسرى شاد كافاد). في عهد خسرو الثاني (حكم 590-628) أصبحت داستاغرد مقرًا ملكيًا للساسانيين. في عام 628 قام الإمبراطور البيزنطي هرقل بنهب المدينة. بعد ذلك ، اختفت المدينة تمامًا .